# Здание школы 345 (Санкт-Петербург)
Здание школы 345 — здание в стиле советского модернизма. Расположено в Невском районе Санкт-Петербурга, современный адрес дома — бульвар Красных Зорь 6к2.
Здание построено в 1958—1968 годах (проектирование началось после принятия закона «Об укреплении связи школы с жизнью и о дальнейшем развитии системы народного образования в стране») по проекту архитекторов С. Евдокимова, Г. Вланина, Е. Пекарской, Н. Устиновича, Л. Панкратовой, инженеров Л. Чауна, Л. Онежского. Постройка задумывалась как архитектурно-педагогический эксперимент по воспитанию людей, в которых «гармонически сочетаются духовные богатства, моральная чистота и физическое совершенство», но этот прототип школы будущего остался единственной постройкой в рамках эксперимента. Несмотря на долгую реализацию проекта, он был построен практически без изменений, изменился лишь угол поворота спортивного корпуса к центральному (они встали по одной линии). При этом эксперимент был признан удачным, несмотря на рост стоимости на одного ученика на 50 %, но проект был сложен для строителей, за стеклянными стенами было холодно, наружные двери младших классов сквозили, крыша клубного корпуса протекала из-за скоплений снега. Упрощённая версия проекта была реализована лишь один раз в 1969—1972 годах на Наличной улице (д. 32, к.2).

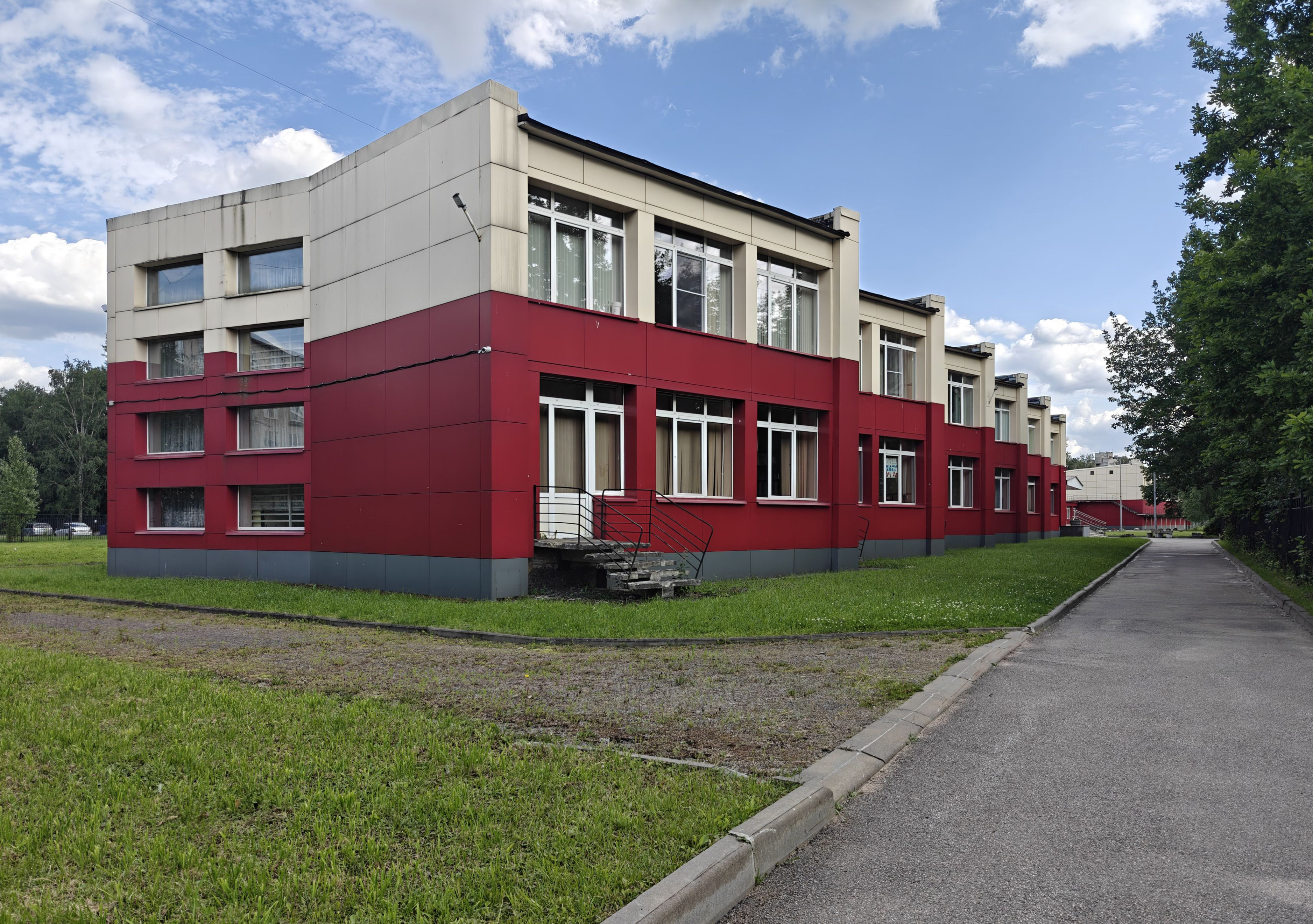
Блок младших классов

Согласно закону, был увеличен на год (с 7 до 8 лет) срок обязательного обучения, в средних четырёх классах ученики должны были получать практические навыки, чтобы потом быстрее освоить рабочую профессию. Четыре соединённых переходами блока здания предназначались для младших, средних школьников, клуба со столовой и актовым залом, а также спортивного корпуса с гимнастическим залом и бассейном. К моменту постройки школы стали десятилетними, и в итоге в 1-3 классах было сделано четыре параллели, а при переходе в средние классы часть учеников переводили в другие школы.
1-2 классы в двухэтажном блоке для младшеклассников расположены на первом этаже, из них сделан выход на отдельную крытую площадку для проведения перемен и некоторых уроков (третьеклассники, по задумке, уже могли спуститься со второго этажа и не потеряться на общем дворе). Классы выстроены вдоль коридора так, что перед дверью каждого получается пространство для собственного гардероба. Уроки в начальной школе должны были идти 35 минут, а не 40, чтобы младшеклассники посещали столовую отдельно от старших детей (план не был реализован).
Вместо двухместных парт предполагалась установка одноместных, лёгких и настраиваемых под ученика (план не был реализован).
Корпус средней школы трёхэтажный, на центральном по отношению ко всему комплексу конце закруглённый, с башенкой обсерватории. На нижнем этаже под обсерваторией расположена библиотека и гардероб, на втором — пионерская комната и учительские. К гардеробу ведёт пандус — по изначальной задумке из-за большего удобства и безопасности бега по пандусу по сравнению с бегом по лестнице (отдельные гардеробы были сделаны для актового зала и спортивного блока, чтобы на соревнования и выступления было легче приходить родителям). Рядом сделан разрыв этажа на круглых столбах, позволяющей легче проходить по школьному участку. После разрыва первый этаж корпуса занят цехом общей площадью 240 м², в котором устроены мастерские для работы по дереву и металлу. Далее идёт кабинет машиноведения. Над цехом был сектор обучения домоводству, в котором были воспроизведены «квартиры будущего» (не реальные малометражные, а помещения с прихожими, гостиными, кабинетами, столовой, детской). Согласно задумке профессора Гуткина, в обоих блоках должны были учиться дети независимо от пола, хотя на практике в школе было произведено разделение обучения труду по гендерному признаку. Над главным входом в здание был сделан остеклённый трапециевидный выступ — физическая лаборатория. Кабинет рисования в школе был освещён с трёх сторон. В школьном бассейне было сделано две дорожки по 17 метров.

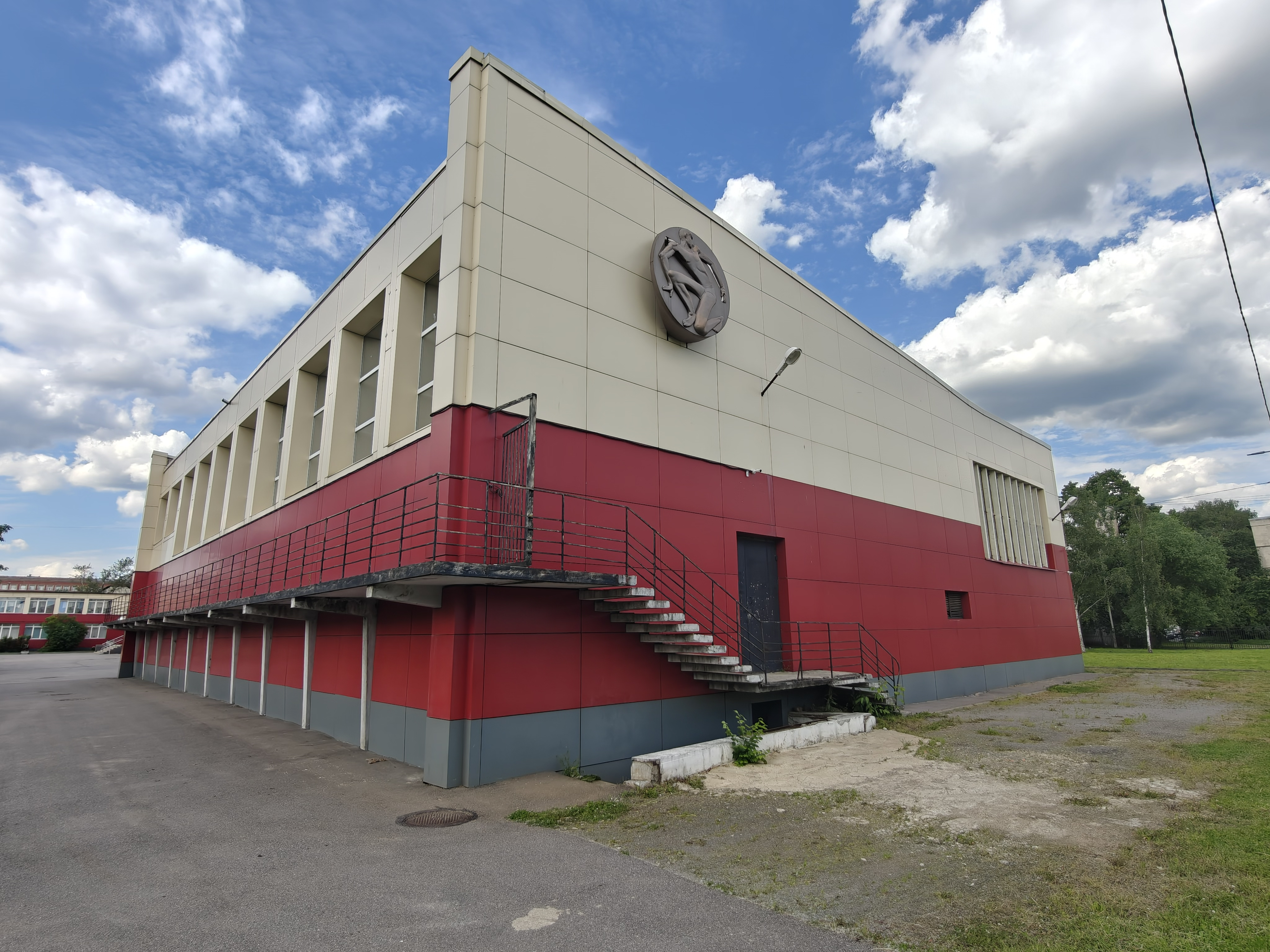
Клубный корпус

В клубном корпусе были столовая, кухня, фойе, трапециевидный актовый зал-амфитеатр на 400 мест с полукруглыми сводами из армоцемента.
Школьный участок был оформлен фактически как парк, окружённый 5-7этажными домами. Между деревьями вписаны спортивные площадки, овальная беговая дорожка зимой трансформируется в каток. Предполагалось построить на территории жильё для директора и сторожа, оранжерею, вольер и зверинец, но из всех дополнительных зданий были реализованы только гараж с учебной автомастерской.
Корпуса из сборного железобетонного каркаса с кирпичным заполнением имели не только разные формы и силуэты, но и разное расположение и форму окон. Кирпич был оставлен неоштукатуренным. Было продумано цветовое решение интерьеров. Зимний сад в переходе между учебными корпусами украшен керамическими кашпо и вставками, в фойе между столовой и актовым залом сделано настенное панно с детьми, играющими на фоне известных зданий города (Е. и П. Писаревы, А. Заславский, В. Успенский), на фасаде спортивного блока установлен металлический медальон работы Е. Седова, на участке стояла бронзовая скульптура «Пушкин-лицеист» работы Галины Додоновой. С 1973 года статуя стояла в школьном кабинете труда, в 1976 году привлекла внимание на выставке, после чего предполагалось поставить её в Таврическом саду. Когда этого не случилось, статую переместили во двор училища имени Мухиной; с 1 июня 1981 года памятник вошёл в число скульптур музея «Михайловское».
При постройке здания критики хвалили его архитектурные и функциональные достоинства. В 1982 году в книге «Школьное строительство (опыт Ленинграда)» эркер с обсерваторией неодобрительно упоминался как деталь, «имеющая ретроспективный налёт стиля первых пятилеток».
Школа стала одной из первых школ в стране с лингафонным кабинетом и активно использовалась во внеурочное время для проведения кружков.
В современном здании деревянная и подгнившая башня обсерватории была разобрана, над входом сделан «портик» на четырёх квадратных колоннах, наружные стены облицованы разноцветной плиткой с разбивкой формы по горизонтали, интерьер зрительного зала сильно изменён драпировками.